# Wertach
Wertach è un comune tedesco di 2 472 abitanti, situato nel land della Baviera.